# Jean-Pierre Mazery

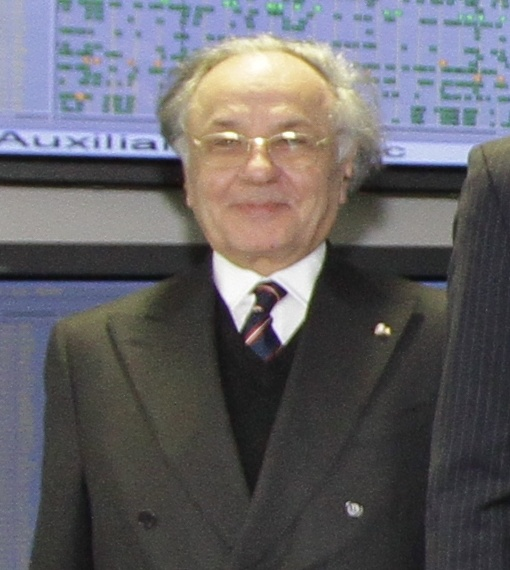
Jean-Pierre Mazery

S.E. Jean-Pierre Mazery (* 5. Dezember 1942 in Paris) ist ein französischer Wirtschaftswissenschaftler. Als Ehren- und Devotions-Großkreuz-Bailli in Obedienz war er von 2005 bis 2014 der Großkanzler und somit Außenminister des Malteserordens, einem der vier Hohen Ämter des Ordens.

## Leben
Nach dem Studium von Wirtschafts- und Sozialwissenschaften und Philosophie an der Sorbonne, der Harvard Business School und der Haager Akademie für Völkerrecht war er Berater bei der OECD, Beauftragter für das Umweltministerium, Berater für das Kulturministerium, Kabinettschef des Präsidenten der Industrie- und Handelskammer von Paris, Direktor des französischen Komitees zur Förderung internationaler Berufsausbildung und Berater des Zentrums für Rüstung des Verteidigungsministeriums.
Er war ferner Berater für den französischen Außenhandel, Sachverständiger beim Wirtschafts- und Sozialrat sowie Professor am Zentrum für wirtschaftliche Entwicklung und für diplomatische und strategische Studien. Er ist Ehrenpräsident des nationalen Instituts für Wehrkunde.
Mazery ist verheiratet mit Christiane de Nicolay und Vater von drei Kindern.

## Ordensleben

### Frankreich
Mazery wurde 1975 in den Orden aufgenommen und wurde 1979 Mitglied des Rates der französischen Assoziation, war von 1990 bis 2005 Vizepräsident und Generalschatzmeister der Assoziation der französischen Hospitalwerke des Malteserordens und von 1990 bis 2002 Mitglied des Beirates des Krankenhauses der HL. Familie zu Bethlehem und ist seit 2002 Präsident der Stiftung der französischen Hospitalwerke des Ordens.

### Rom
Von 1984 bis 1994 war er Mitglied der Rechnungskammer des Ordens. Im Juni 1999 wurde er vom Generalkapitel des Ordens in den Souveränen Rat gewählt und war von 1999 bis 2004 Vorsitzender des Kommunikationsbeirates. Im Juni 2004 wiedergewählt, wurde er im Oktober 2004 zum stellvertretenden Kanzler ernannt. Nach dem aus familiären Gründen erfolgten Rücktritt des Großkanzlers Bailli Graf Jacques de Liedekerke wurde Mazery am 16. April 2005 vom Souveränen Rat (Ordensregierung) zum Großkanzler gewählt und am 8. Juni 2009 vom Generalkapitel für fünf Jahre wiedergewählt. bis 2014.

## Ehrungen
- Großes Goldenes Ehrenzeichen am Bande für Verdienste um die Republik Österreich[3] (2006)
- Großkreuz des Verdienstordens der Italienischen Republik (2006)
- Großkreuz des Verdienstordens der Republik Polen (2007)
- Großkreuz des Verdienstordens der Republik Ungarn (2009)
- Großoffizier des Ordens des heiligen Karl (2009)
- Offizier der Ehrenlegion (2009)
- Großkreuz des portugiesischen Christusordens (2010)
- Ritter des Ordre national du Mérite
- Offizier des Ordre des Arts et des Lettres
- Großkreuz des Piusordens
- Großkreuz des Verdienstordens Pro Merito Melitensi
- Großkreuz des Sterns von Rumänien (2012)
- Großkreuz des Ordens der Hl. Anna (Haus Romanov) (2014)[4]
- Orden Danilos I. für die Unabhängigkeit